# Sjabtaj Kalmanovitsj
Sjabtaj Genrichovitsj Kalmanovitsj (Hebreeuws: שבתאי קלמנוביץ', Litouws: Šabtajus Kalmanovičius, Russisch: Шабтай Генрихович (фон) Калманович) (Kaunas, 18 december 1947 - Moskou, 2 november 2009) was een Litouws-Israëlisch-Russische zakenman en voormalig KGB-spion.
Hij emigreerde in 1971 met zijn ouders vanuit de vroegere Sovjet-Unie naar Israël, waar hij een opmerkelijke zakencarrière maakte. Al na tien jaar was hij een van de rijkste inwoners van Israël geworden. In 1987 werd hij opgesloten wegens spionageactiviteiten voor de KGB. Na zijn vrijlating maakte hij fortuin in de diamanthandel.
In 1993 werd hij echter vervroegd vrijgelaten, waarop hij naar Litouwen en Rusland trok. Daar werd hij actief als concertpromotor, onder meer voor Michael Jackson en Liza Minnelli, en als basketbalsponsor van Litouwse en Russische clubs als BC Žalgiris Kaunas, UMMC Jekaterinenburg en Spartak Oblast Moskou Vidnoje. Door de Litouwse staat werd hij met een ere-orde onderscheiden, waarna hij begon te beweren dat die orde recht op het adellijke predicaat "von" zou geven, wat klakkeloos door de meeste media werd overgenomen. Daarom wordt hij meestal "von Kalmanovitsj" genoemd, wat echter onjuist is. In 2003 trouwde hij met Russische basketbalster Anna Archipova.
Kalmanovitsj werd in november 2009 vermoord.